# Вулиця Російська Слобідка (Житомир)
Вулиця Російська Слобідка — вулиця в Корольовському районі міста Житомира. 

## Місцерозташування
Вулиця розташована в історичній місцевості, колишній слободі Російська Слобідка. Бере початок від вулиці Бальзаківської, завершується глухим кутом неподалік старообрядницького кладовища.

## Історичні відомості
Назва пояснюється розташуванням у даній місцевості протягом другої половини ХІХ — початку XX століття слобідок старообрядців — старовірів пилипонівської течії, вихідців з російських губерній, яких у середині XIX століття було виселено з нинішньої Михайлівської вулиці за тодішню межу міста, внаслідок чого утворено поселення «Слобода Русская» (що розташовувалася вздовж старої дороги на Пряжів, нині — частини вулиці Довженка від Великої Бердичівської вулиці до тупика) та «Слобода Нижняя Русская» (що розташовувалася вздовж нинішньої вулиці Російська Слобідка).
Історична назва вулиці — вулиця Нижня Російська Слобідка.
Станом на 1852 рік на плані відображена вулиця, що відповідає нинішній вулиці Російська Слобідка та частково сформована забудова, що представлена дерев'яними садибними житловими будинками. До будівництва Бердичівського шосе (нині вулиця Жуйка), вулиця була довшою та прямувала на схід, у напрямку Першої Смолянки.
Забудова вулиці сформувалася протягом другої половини ХІХ століття.
За переписом населення 1897 року, слобідка «Нижняя Русская», розташована вздовж нинішньої вулиці Російська Слобідка налічувала 206 мешканців.
Внаслідок об'єднання у 1956 році вулиць Російська Слобідка та Провіантської під назвою вулиця Довженка, за вулицею Нижня Російська Слобідка закріпилася назва вулиця Російська Слобідка (без префіксу «Нижня»).
У 2023 році вулицю Російську Слобідка пропонується перейменувати на вулицю Пилипонівську, що відображає назву старообрядців як групи населення українською мовою. Окрім того, до середини ХІХ століття, Пилипонівською називалася нинішня вулиця Михайлівська, де мешкали старообрядці, згодом переселені на нинішню вулицю Російська Слобідка.